# Зоря Барнарда b
Зоря Барнарда b (англ. Barnard's Star b, GJ 699 b) — екзопланета, суперземля, яка обертається навколо Зорі Барнарда, розташованої в сузір'ї Змієносця за шість світлових років від Сонця. Про відкриття цієї екзопланети міжнародною групою дослідників, до складу якої входили астрономи Європейської південної обсерваторії та Інституту Карнегі, було оголошено 14 листопада 2018 року в журналі Nature. Однак її існування було офіційно підтверджено лише у 2024 році на підставі досліджень даних радіальної швидкості спектрографа ESPRESSO на Дуже Великому Телескопі, проведених командою астрономів на чолі з Джонаєм Гонсалесом Ернандесом.

## Характеристики
Зоря Барнарда b — невелика кам’яна планета з мінімальною масою, яка в 0,3 раза більша за масу Землі. Вона обертається навколо Зорі Барнарда з періодом 3,15 доби, на середній відстані 0,023 астрономічних одиниць, по орбіті з ексцентриситетом не більше 0,16. Планета обертається за межами зони проживання та отримує майже в сім разів більше випромінювання, ніж Сонце випромінює на Землю.
Дослідження сектору S80 місії TESS, проведені у 2025 році, свідчать про те, що Зоря Барнарда b не є транзитною планетою, що дозволяє обмежити нахил її орбіти до 87,9°.

## Історія відкриття

### Спроби Пітера ван де Кампа (60–70-ті роки XX століття)
Зоря Барнарда була однією з перших, про яку оголосили як зорю з планетою — це сталося у 1960–1970-х роках. Астроном Пітер ван де Камп стверджував, що спостерігав «хитання» в русі зорі по небу, що нібито вказувало на одну або кілька планет, які впливають на неї гравітаційно. Проте ці спостереження виявилися помилковими: зміщення позиції були спричинені налаштуваннями об'єктива телескопа.

### Відкриття планети за допомогою радіальної швидкості (2018)
Команда, до складу якої увійшли астрономи з Європейської південної обсерваторії (ESO), Інституту науки Карнегі та інших установ, опублікувала статтю з оголошенням про відкриття екзопланети в рецензованому журналі Nature 14 листопада 2018. Астрономи знайшли планету за допомогою того ж методу, який використовував ван де Камп у 1960–70-х роках, – методу радіальної швидкості. Проте цього разу вони використовували інструменти з набагато вищою потужністю та чутливістю, а також сучасні комп’ютери. Нову планету біля Зорі Барнарда виявили шляхом аналізу 20-річного об'єднаного набору даних з різних телескопів, які були зведені в єдину базу.

### Сумніви щодо існування та офіційне підтвердження (2021–2024)
У 2021 році була опублікована стаття, яка ставить під сумнів існування Зорі Барнарда b, обґрунтовуючи це тим, що сигнал, який приписують планеті, може бути пов’язаний з магнітною активністю самої зорі. Пізніша публікація іншої групи дослідників у 2022 році показала, що виявлений сигнал справді є артефактом, який можна пояснити згорткою зоряної активності та вибіркою сигналу.
1 жовтня 2024 року команда астрономів на чолі з Джонаєм Гонсалесом Ернандесом оголосила про відкриття планети, яка тепер відома як Зоря Барнарда b, використовуючи дані радіальної швидкості спектрографа ESPRESSO на Дуже Великому Телескопі. Це стало першим переконливим доказом існування планети, що обертається навколо Зорі Барнарда.
У документі про відкриття Барнарда b також знайдено докази наявності трьох додаткових планет-кандидатів, які були підтверджені в 2025 році. Це всі планети з малою масою на близьких орбітах, подібні до Зорі Барнарда b.

## Інтернет-ресурси
- Barnard's Star. Sol Station.
- Darling, David. Barnard's Star. The Encyclopedia of Astrobiology, Astronomy, and Spaceflight.
- Schmidling, Jack. Barnard's Star. Jack Schmidling Productions, Inc. Amateur work showing Barnard's Star movement over time.
- Johnson, Rick. Barnard's Star. Animated image with frames approx. one year apart, beginning in 2007, showing the movement of Barnard's Star.
- Rincon, Paul (14 листопада 2018). Exoplanet discovered around neighbouring star. Science & Environment. BBC News.| - п - о - р 2024 рік у космосі                                                                                                                                           | - п - о - р 2024 рік у космосі                                                                                                                                                                                                                                                                                                                                                                                                                        | - п - о - р 2024 рік у космосі |
| --- | --- | ------------------------------ |
| « 2023 2025 » | |                                |
| Запуски космічних зондів | Peregrine Mission One (січень) • XPoSat • Einstein Probe (січень) • Чан'е-6 (повернення зразків з зворотного боку Місяця, травень-червень) • IM-1 • Queqiao-2 • ICUBE-Q (травень) • Space Variable Objects Monitor (червень) • Гера (жовтень) • Europa Clipper (жовтень) • PROBA-3 (грудень) |                                |
| Впливові події | 2024 BX1 • 2024 RW1 • 2024 UQ • 2024 XA1 |                                |
| Вибрані НЗО | 2020 BX12 • 2011 MD • 2022 YO1 • 2024 MK • 2024 ON • 2024 PT5 • 2024 YR4 |                                |
| Відкриття | \| QSO J0529-4351 • супутник Урана • Gaia BH3 • JADES-GS-z14-0 • Вода на астероїді 7 Ірида • Порфіріон (радіогалактика) • 2019 UO14 (перший підтверджений троянець Сатурна) \| \| \| Екзопланети \| HD 20794 d • Зоря Барнарда b • Глізе 12b • Глізе 341b • HD 73344 (b · c · d) • HD 101581 (b · c) • HD 63433 d • IRAS 04125+2902 b • Kepler-51е • LHS 1678 d • SPECULOOS-3 b • Струве 2398 (b · c) • Зоря Тігардена d • TOI-6883 b • WASP-132 d \| |                                |
| Комети | 144P/Кусиди • Комета Понса — Брукса • P/2011 NO1 (Єленіна) • 13P/Olbers • C/2023 A3 (Цзицзіньшань — ATLAS) • 333P/LINEAR • C/2024 G3 (ATLAS) • C/2024 L5 (ATLAS) • C/2024 S1 (ATLAS) |                                |
| QSO J0529-4351 • супутник Урана • Gaia BH3 • JADES-GS-z14-0 • Вода на астероїді 7 Ірида • Порфіріон (радіогалактика) • 2019 UO14 (перший підтверджений троянець Сатурна) | |                                |
| Екзопланети | HD 20794 d • Зоря Барнарда b • Глізе 12b • Глізе 341b • HD 73344 (b · c · d) • HD 101581 (b · c) • HD 63433 d • IRAS 04125+2902 b • Kepler-51е • LHS 1678 d • SPECULOOS-3 b • Струве 2398 (b · c) • Зоря Тігардена d • TOI-6883 b • WASP-132 d |                                |